# 格納登瑙 (堪薩斯州)
格納登瑙（英語：Gnadenau）是位於美國堪薩斯州馬里昂縣的一個鬼鎮。

## 地理
格納登瑙所處的海拔為高於海平面420米（即1378英呎），而該地所採用的時區為UTC-6，即北美中部時區（CST）。同時該地設有夏令時間，為UTC-6調快一小時，即UTC-5（CDT）。